# Jan Jelínek (kazatel)
Jan Jelínek (19. května 1912 Zelów – 3. prosince 2009 Praha) byl český evangelický kazatel a zachránce pronásledovaných za druhé světové války. Dne 28. října 2019 mu prezident České republiky Miloš Zeman in memoriam propůjčil jedno z nejvyšších státních vyznamenání, a sice Řád Tomáše Garrigua Masaryka. Dne 2. června 2021 ho a jeho manželku Annu prezident Polska Andrzej Duda in memoriam vyznamenal medailí Virtus et Fraternitas.

## Osobní život
V době druhé světové války žil v komunitě volyňských Čechů, přesněji od roku 1937 žil v ukrajinském Kupičově jako kazatel. Pomáhal zde nejdříve Židům pronásledovaným Němci, později Ukrajincům a Polákům pronásledovaným ruskou armádou a Banderovci. Pomohl více než čtyřiceti lidem a zachránil nejméně deset životů. Pronásledované ukrýval na své faře.
S manželkou později dobrovolně vstoupili do armády Ludvíka Svobody jako zdravotníci. S armádou se vrátili do Československa, kde se po skončení války usadili. V českých jednotkách získal několik válečných vyznamenání.

## Kazatelské působení
- 1937–1944 Kupičov, SSSR (dnes Ukrajina)
- 1944–1946 vojenská služba
- 1947–1952 Kralovice (vikář pro Valeč)
- 1952–1958 Podbořany (vikář)
- 1958–1960 vězněn
- od 1960 v civilním zaměstnání[5]

Po návratu do vlasti působil jako vikář (pomocný farář) ve Valči, Podbořanech a Oráčově. Upadl v nepřízeň komunistického režimu. Roku 1958 byl odsouzen na dva roky vězení za pobuřování. Po propuštění nemohl dále působit jako farář a směl vykonávat pouze dělnické profese. K pastorační činnosti se navrátil v Podbořanech a pokračoval v ní i po sametové revoluci roku 1989. Zemřel v roce 2009.
Roku 2022 mu byl v rodném Zelově odhalen pomník.

## Dílo
- Pouštěj chléb svůj po vodě – kniha vzpomínek[9]